# Ньюкасл (Вайомінг)
Ньюкасл (англ. Newcastle) — місто (англ. city) в США, в окрузі Вестон штату Вайомінг. Населення — 3374 особи (2020).

## Географія
Ньюкасл розташований за координатами 43°51′1″ пн. ш. 104°11′49″ зх. д. / 43.85028° пн. ш. 104.19694° зх. д. (43.850271, -104.196846).  За даними Бюро перепису населення США в 2010 році місто мало площу 6,60 км², уся площа — суходіл.

### Клімат
| Клімат : Ньюкасл                   | Клімат : Ньюкасл | Клімат : Ньюкасл | Клімат : Ньюкасл | Клімат : Ньюкасл | Клімат : Ньюкасл | Клімат : Ньюкасл | Клімат : Ньюкасл | Клімат : Ньюкасл | Клімат : Ньюкасл | Клімат : Ньюкасл | Клімат : Ньюкасл | Клімат : Ньюкасл | Клімат : Ньюкасл |
| Показник                           | Січ.             | Лют.             | Бер.             | Квіт.            | Трав.            | Черв.            | Лип.             | Серп.            | Вер.             | Жовт.            | Лист.            | Груд.            | Рік              |
| Абсолютний максимум, °C            | 14,4             | 16,7             | 20,0             | 25,6             | 27,8             | 33,3             | 33,3             | 32,8             | 30,6             | 27,8             | 22,2             | 17,2             | 33,3             |
| Середній максимум, °C              | 0,4              | 3,4              | 8,4              | 14,2             | 19,9             | 26,3             | 30,6             | 29,4             | 23,0             | 15,8             | 5,9              | 1,1              | 14,9             |
| Середня температура, °C            | −5,7             | −3               | 1,9              | 7,3              | 12,8             | 18,6             | 22,6             | 21,5             | 15,4             | 8,6              | 0,2              | −4,8             | 8,0              |
| Середній мінімум, °C               | −11,8            | −9,4             | −4,7             | 0,3              | 5,8              | 10,9             | 14,5             | 13,6             | 7,8              | 1,4              | −5,7             | −10,8            | 1,0              |
| Абсолютний мінімум, °C             | −35              | −41,1            | −35              | −26,7            | −14,4            | −6,1             | −3,3             | −6,7             | −15              | −26,7            | −33,9            | −42,8            | −42,8            |
| Норма опадів, мм                   | 11               | 15               | 20               | 41               | 65               | 61               | 53               | 46               | 29               | 34               | 18               | 15               | 408              |
| ---------------------------------- | ---------------- | ---------------- | ---------------- | ---------------- | ---------------- | ---------------- | ---------------- | ---------------- | ---------------- | ---------------- | ---------------- | ---------------- | ---------------- |
| Джерело: NOAA (normals, 1971–2000) |                  |                  |                  |                  |                  |                  |                  |                  |                  |                  |                  |                  |                  |

## Демографія
Згідно з переписом 2010 року, у місті мешкали 3532 особи в 1439 домогосподарствах у складі 868 родин. Густота населення становила 535 осіб/км².  Було 1663 помешкання (252/км²).
Расовий склад населення:
| - 94,6 % — білих - 1,6 % — корінних американців - 0,4 % — чорних або афроамериканців - 0,3 % — азіатів - 0,1 % — вихідців з тихоокеанських островів - 1,0 % — осіб інших рас |

До двох чи більше рас належало 2,0 %. Частка іспаномовних становила 3,4 % від усіх жителів.
За віковим діапазоном населення розподілялося таким чином: 22,0 % — особи молодші 18 років, 61,8 % — особи у віці 18—64 років, 16,2 % — особи у віці 65 років та старші. Медіана віку мешканця становила 39,6 року. На 100 осіб жіночої статі у місті припадало 117,1 чоловіків;  на 100 жінок у віці від 18 років та старших — 118,9 чоловіків також старших 18 років.
Середній дохід на одне домашнє господарство  становив 55 527 доларів США (медіана — 44 306), а середній дохід на одну сім'ю — 69 201 долар (медіана — 73 661). Медіана доходів становила 60 483 долари для чоловіків та 33 167 доларів для жінок. За межею бідності перебувало 17,5 % осіб, у тому числі 29,5 % дітей у віці до 18 років та 9,3 % осіб у віці 65 років та старших.
Цивільне працевлаштоване населення становило 1390 осіб. Основні галузі зайнятості: освіта, охорона здоров'я та соціальна допомога — 26,0 %, сільське господарство, лісництво, риболовля — 19,9 %, роздрібна торгівля — 10,2 %, виробництво — 7,8 %.
За даними перепису 2000 року,
на території муніципалітету мешкало 3065 людей, було 1253 садиб та 844 сімей.
Густота населення становила 479,1 осіб/км². Було 1458 житлових будинків.
З 1253 садиб у 30,4% проживали діти до 18 років, подружніх пар, що мешкали разом, було 54,0 %,
садиб, у яких господиня не мала чоловіка — 10,1 %, садиб без сім'ї — 32,6 %.
Власники 28,4 % садиб мали вік, що перевищував 65 років, а в 13,0 % садиб принаймні одна людина була старшою за 65 років.
Кількість людей у середньому на садибу становила 2,35, а в середньому на родину 2,88.
Середній річний дохід на садибу становив 29 873 доларів США, а на родину — 36 929 доларів США.
Чоловіки мали дохід 31 222 доларів, жінки — 16 628 доларів.
Дохід на душу населення був 15 378 доларів.
Приблизно 7,5 % of families and 11,4% of the population and 7,5% родин та 11,4 % населення жили за межею бідності.
Серед них осіб до 18 років було 14,8 %, і понад 65 років — 15,7 %.
Середній вік населення становив 40 років.